# Trinidad
 For alternative betydninger, se Trinidad (flertydig). (Se også artikler, som begynder med Trinidad)
[[Fil:Td-map.png|thumb|Trinidad ligger mellem 10°3′N 60°55′V (Webside ikke længere tilgængelig) og [http://kvaleberg.com/extensions/mapsources/index.php?params=10_50_N_61_55_W_ (Webside+ikke+længere+tilgængelig) 10°50′N 61°55′V.]]
Trinidad er den største og mest befolkede af de 23 øer, der udgør Trinidad og Tobago. Trinidad er den sydligste ø i Caribien, kun 11 kilometer fra Venezuelas nordkyst. Trinidads areal er 4.769 km².
10°27′38″N 61°14′55″V / 10.460555555556°N 61.248611111111°V